# 駒ひびき
『駒ひびき』（こまひびき）は、原作:むらさきゆきや・さがら総、作画:水鳥なや、監修:高橋道雄による日本の漫画作品。『月刊ドラゴンエイジ』（KADOKAWA）にて2014年2月号から2015年6月号まで連載された。

## 登場人物

### 帝都女子高等学校
水瀬 あゆみ（みなせ あゆみ）
主人公。一年生。得意戦法は棒銀、棒金等の古風な居飛車。機械音痴。
久隅 鋭利香（くすみ えりか）
一年生。父の借金を返すためにプロを目指す。得意戦法は石田流。
今井 ユズ（いまい ユズ）
一年生。あゆみと同じクラス。
伊橋 いまり（いはし いまり）
一年生。中学全国優勝校の出身。
大藤 八恵（おおふじ やえ）
一年生。中学全国優勝校の出身。
奔阿弥 雪奈（ほんあみ ゆきな）
将棋部部長。高校三年生に見えない程の小柄な容姿。
心臓に持病を抱えている。
和喜 雛（かずき ひな）
二年生。
峰 えなり（みね えなり）
二年生。
岡山 冬花（おかやま とうか）
三年生。
倉野 志紀（くらの しき）
三年生。得意戦法はゴキゲン中飛車。
舞牧 麻衣子（まいまき まいこ）
副部長。二年生。
小熊 杏菜（こぐま あんな）
二年生。得意戦法は穴熊囲い。ボク少女。

### 桜輝女子学院
神夜 和泉（じんや いずみ）
三年生で主将。得意戦法は相掛かり、四間飛車。重次郎の弟子。
モニカ・ステチェンシカ
二年生。
邑山 聖羅（むらやま きらら）
一年生。ボク少女。
鶴巻 結良（つるまき ゆら）
三年生。和泉に仕えるメイド。
剛力 可憐（ごうりき かれん）
三年生。

### 都立陽女学院
歌野 四季（うたの しき）
大将。三年生。雪奈とは小学生の頃から面識があり、ライバル視している。
郡山 柊子（こおりやま しゅうこ）
副将。得意戦法は4四歩パックマン。
紅葉 亜紀（もみじ あき）
中堅。
奈津川 海（なつかわ うみ）
次鋒。
春原 ひなた（はるはら ひなた）
先鋒。

### 駒場医大附属高等学校
佐岡 寧々（さおか ねね）
一年生。
小貫 歌根子（こぬき かねこ）
三年生。
鬼丸 茜（おにまる あかね）
三年生。
白鐘 伶美（しろがね れいみ）
三年生。
金築 千里（かねつき ちさと）
三年生。得意戦法は松尾流穴熊。

### 棋士
冷泉 重次郎（れいせん じゅうじろう）
あゆみの祖父で永世名人。故人。
黒塚 圭（くろづか けい）
現名人。重次郎の弟子。
太田（おおた）
段位は四段。
奔阿弥 月花（ほんあみ つきか）
雪奈の姉。「棋凛（きりん）」を保有する棋士。
帝都女子高等学校のOG。

### その他
久隅 真瑠美（くすみ まるみ）
鋭利香の妹。
叢雲 麗奈（むらくも れいな）
帝都女子高等学校のOG。コスプレ将棋道場兼カフェを営む。
松来（まつき）
女性アナウンサー。

## 書誌情報
- むらさきゆきや、さがら総（原作） / 水鳥なや（作画） 『駒ひびき』 KADOKAWA〈ドラゴンコミックスエイジ〉、全3巻
  1. 2014年6月9日発行、ISBN 978-4-04-070189-9
  2. 2014年12月6日発行、ISBN 978-4-04-070415-9
  3. 2015年7月9日発行、ISBN 978-4-04-070635-1